# Lista de membros da Royal Society eleitos em 1896
Lista de Membros da Royal Society eleitos em 1896.

## Fellows of the Royal Society (FRS)
1. George Sydenham Clarke (1848-1933)
2. John Norman Collie[2][3] (1859-1942)
3. Arthur Matthew Weld Downing (1850-1917)
4. Francis Elgar (1845-1909)
5. John Eldon Gorst (1835-1916)
6. Andrew Gray[4] (1847-1925)
7. George Jennings Hinde[5] (1839-1918)
8. Henry Alexander Miers[6] (1858-1942)
9. Sir Frederick Walker Mott[7] (1853-1926)
10. John Murray[8] (1841-1914)
11. Karl Pearson[9] (1857-1936)
12. Thomas Roscoe Rede Stebbing[10] (1835-1926)
13. Charles Stewart (1840-1907)
14. Sir Richard Temple[11] (1826-1902)
15. William Edward Wilson (1851-1908)
16. Horace Bolingbroke Woodward (1848-1914)
17. William Palmer Wynne[12][13] (1861-1950)

## Foreign Members of the Royal Society (ForMemRS)
1. Albert Heim[14] (1849-1937)
2. Gabriel Jonas Lippmann (1845-1921)
3. Magnus Gösta Mittag-Leffler[15][16] (1846-1927)
4. Giovanni Schiaparelli[17] (1835-1910)